# Бидо
Бидо (фр. Bidos) насеље је и општина у југозападној Француској у региону Аквитанија, у департману Атлантски Пиринеји која припада префектури Олорон Сен Мари.
По подацима из 2011. године у општини је живело 1158 становника, а густина насељености је износила 851,47 становника/km². Општина се простире на површини од 1,36 km². Налази се на средњој надморској висини од 228 метара (максималној 267 m, а минималној 213 m).

## Демографија
| 1962. | 1968. | 1975. | 1982. | 1990. | 1999. | 2011. |
| ----- | ----- | ----- | ----- | ----- | ----- | ----- |
| 570   | 1.018 | 1.215 | 1.312 | 1.317 | 1.194 | 1.158 |

График промене броја становника у току последњих година